# Marvin Monroe
Doktor Marvin Monroe (spelad av Harry Shearer) är en rollfigur i den animerade tv-serien Simpsons. 

## Biografi
Dr. Monroe är en rundlagt, glasögonprydd psykiatriker med en speciell röst. Han har en särskild telefonlinje där man kan ringa och fråga om hjälp på KBBL och han har också skapat ett eget test som man kan ta för att se om man är galen eller inte. I ett av de första episoderna så utför han en version av elchocksterapi på sin anläggning Dr. Monore's Family Therapy Center. Han patent på aggressions-påkar som är stålpinnar med vadderade gummi. Han är författare till boken Guide to Etiquette. Han äger produktserien "Dr. Marvin Monroe Subliminal Tape Club" som låter lyssna utvecklas då de sover. Han driver även terapi för hundar på Canie Therapy Institute. Han äger telefonlinjen "Dr. Monroe's Anxiety Line".
Han försvann under en lång period ur serien då att Harry Shearer, som gjorde hans röst, menade att hans hals blev så irriterad när han spelade dr. Monroe. Han återkom dock senare och sa då till Marge Simpson som frågade var han varit att han varit väldigt sjuk under de senaste åren. I avsnittet där Maud Flanders dör och ska begravas på en kyrkogård syns hans namn på en annan gravsten.